# Тијаванако
Град Тијаванако је био верска и политичка пријестоница Тијаванако културе (500-1200) која се сматра најважнијом културом која је претходила Инкама. Цивилизација Тијаванако је била најдуготрајнија цивилизација смештена у близини језера Титикака, високо у планинама данашњих држава Перуа и Боливије. Тијаванако је једна од навећих археолошких локација Јужне Америке. Површински остаци тренутно покривају око 4 квадратна километра и укључују украшену керамику, монументалне грађевине и мегалитске блокове. На врхунцу моћи била је између 500. и 1000. године. Популација ове локације је вероватно била на врхунцу око 800 године са 10.000 до 20,000 људи. Становништво је нестало око 1000. године н. е. под мистериозним околностима.
Ово место је први пут забележио у писаној историји 1549. године шпански конкистадор Педро Сеза де Леон док је трагао за главним градом Инка Куласујом.
О значењу имена се још расправља. Према мишљењу професора А. Л. Колата изворни назив је био Taypikhala, што је ајмарски за „камен у средишту”, чиме се алудирало како је овај град средиште света. Прави назив града је изгубљен, јер његови становници нису имали писмо. Хегарти и Бересфорд-Џонс сугеришу да је пукински језик највероватније био језик Тијаванака.
Тијаванако је уписан на Унесков списак места Светске баштине у Америци 2000. године, јер „његови монументални остаци сведоче о културном и политичком значају културе која се разликује од свих осталих претколумбовских култура Америка”.

## Историја
Тијаванако је у почетку саграђен као један од бројних градова са малим храмовима око 1200. п. н. е. Почев од 1970-их, Карлос Понсе Сангинес је предложио да је ова локација први пут заузета око 1580. п. н. е., судећи према најстаријем радиоугљеничном датирању на локацији. Овај датум се и данас виђа у неким публикацијама и музејима у Боливији. Од 1980-их, истраживачи су овај датум препознали као непоуздан, што је довело до консензуса да локалитет није старији од 200 или 300 година пре нове ере. Најновије, статистичке процене поузданих радиоугљеничних датума наводе да је налазиште основано око 110. године нове ере (50–170, вероватноћа 68%), што је датум подржан недостатком керамичких стилова из ранијих периода.
Градови квадратних ћерпичних кућа спојених правилним поплочаним улицама, који су зависили од стада, лова, риболова и нешто пољопривреде (кромпир, кукуруз, брескве, ока и киноа), делили су контролу над овим подручјем до отприлике 400. године. У то време град је почео да преузима контролу и укључује остале градове у чврсто контролисано језгро регије која је касније постала царство Тијаванака. Почеле су се користити ламе за узгој вуне и као транспортне животиње, почеле су се правити алатке од бакра и специјализовали су се занати, организован је систем наводњавања који је довео до процвата пољопривреде и неизравног уздизања владарске елите која је контролисала трговину вуном од великих крда алпака. Њихово богатство је довело до изградње великих јавних грађевина од камена које су раскошно украсили локални мајстори, али и поплочаних цеста које су повезивале Тијаванако са вазалним градовима, као што је Вари у Перуу (који ће касније постати његов ривал).
Током следећих неколико стотина година, Тијаванако је имао снажан утицај на јужне и средње Анде кроз мешавину стратегије колонизације, индиректне контроле и трговачких веза које су се протежале од западне обале до источних џунгли данашње Боливије, Чилеа и Перуа. Трговачки путеви лама (camellones) су се распростирали на више од 65 km², ширине преко 6 m и испрекидани водоводним каналима ширине 3 m сваких 200 m. Канали су поред примарне водоводне улоге служили и као рашладни уређаји тоеком дана, што је доприносило бољим условима крхке микроклиме пољопривредних поља.
Тијаванако је доживео врхунац око 800. године када се распростирао на подручју од око 6 km² са око 70.000 кућа у којима је живело око 125.000 становника. Опадање града је започело у 11. веку, а потпуни колапс се догодио у првој половини 12. века из непознатих разлога. Научници одбацују теорије о инвазији и ратном пустошењу града, те претпостављају да су разлози били климатске промене које су довеле до слабих урода и слабљења централистичког система како су његови делови стицали независност.
Град је први описао шпански конкистадор и самопроглашени „први хроничар индијанаца”, Педро Киеза де Леон, 1549. године када је случајно наишао на град током потраге за Инка градом Коласујуом.
Данас су старе ћерпићне куће прекривене модерним кућама, али је обредно средиште углавном сачувано. Археолошки локалитет и музеј су у опасности од пропадања због недостатка планова ископавања, бесправне градње општинских власти и немогућности остварења пројекта конзервације који у потпуности финансира јапанска безпрофитна организација Funds-in-Trust.

## Одлике
Језгро древног града састоји се од низа огромних монументалних скулптура. Највећа је пирамида Акапана, каменом обложена терасаста хумка дугачка око 200 m и висока 18 m, окружена каналом, који садржи средишње тзв. потонуло двориште. Ископавањем је откривено да је изворно био обложен плавим каменом и да је имао храм на врху, што је уобичајено код средњоамеричких пирамида. Зидови мањег потонулог храма су сачињени од 48 стубаца од црвеног пешчењака и испуњени су многим каменим главама које несумљиво представљају одрубљене главе поражених непријатеља, а које су вероватно биле излагане у храму.
Остале велике конструкције укључују Каласају, огромну повишену платформу дугачку 130 m, те терасасту хумку који својим обликом подсећа на слово Т, познату као Пумапунку, а за који се верује како је служила као опсерваторија. Испред њега се налази вероватно најпознатији споменик, Врата Сунца, исклесана од јединственог монолита с детаљним рељефом главног божанстава. Божанство је приказано у раскошној одежди са жезлом у обе руке, окружено антропоморфним птицама и стојећи на фризу људских лица. једно од тумачења је да се ради о пољопривредном календару. Ту су и два антропоморфна монолита.
Својом архитектуром камених блокова и софистицираним начелима, Тијаванаку је јасно утицао на развој касније архитектуре Инка.